# Purusottampur
Purusottampur é uma cidade no distrito de Ganjam, no estado indiano de Orissa.

## Demografia
Segundo o censo de 2001, Purusottampur tinha uma população de 14,249 habitantes. Os indivíduos do sexo masculino constituem 51% da população e os do sexo feminino 49%. Purusottampur tem uma taxa de literacia de 61%, superior à média nacional de 59.5%: a literacia no sexo masculino é de 71% e no sexo feminino é de 50%. Em Purusottampur, 13% da população está abaixo dos 6 anos de idade.